# Cité internationale de la bande dessinée et de l'image
La Cité internationale de la bande dessinée et de l’image (ou «la Cité de la BD») est située à Angoulême (Charente). C'est un établissement unique en France dédié à la bande dessinée et à l'image.  Etablissement public de coopération culturelle (EPCC) à caractère industriel et commercial, il est financé par le département de la Charente, le ministère de la Culture,  la ville d’Angoulême et la région Nouvelle-Aquitaine. Il comprend le Musée de la bande dessinée, un musée unique en Europe de la bande dessinée, collections permanente et temporaires, comprenant plus de 25 000 planches originales et plus de 250 000 imprimés, une librairie spécialisée proposant plus de 12 000 références, une bibliothèque — salle de lecture publique spécialisée, possédant un fonds de 55 750 ouvrages,  un centre de documentation et de recherche, une résidence internationale d’artistes — la Maison des auteurs, qui accueille plus de 50 auteurs par an, français et internationaux, une librairie de référence, un cinéma d’art et d'essai, le cinéma de la Cité, ainsi qu'une programmation culturelle et éducative d'ateliers, de visites et de rencontres. Son directeur général actuel est Vincent Eches. La Cité internationale de la bande dessinée s'inscrit dans le projet de la ville d'Angoulême autour du 9e art, Ville créative UNESCO littérature.   

## Le Musée et son fonds patrimonial
Le ministère de la Culture a labellisé le Musée de la bande dessinée  « musée de France », dans le cadre de la loi no 2002-5 du 4 janvier 2002.
Depuis 36 ans, le Musée de la bande dessinée, implanté depuis 2009 dans les Chais Magelis a vu se succéder des centaines d’expositions proposées à tous types de publics, qu’il soit néophyte, amateur éclairé ou professionnel de la BD.
De ces explorations en bandes dessinées se dégagent quatre grandes catégories d’exposition présentées au fil des décennies : celles consacrées à un auteur et son univers : Le Monde selon Crumb en 1991, Trait de génie Giraud-Moebius en 2000, Will Eisner, génie de la BD américaine en 2017, Baudoin : dessiner la vie en 2021, Signé Bretécher en 2025 ; celles revisitant la BD au prisme d’une thématique particulière : Quelques instants plus tard…une rencontre : art contemporain et bande dessinée en 2012, Nocturnes : le rêve dans la BD en 2014, Mode et BD en 2019, De Popeye à Persépolis BD et cinéma d’animation en 2022, Croquez ! La BD met les pieds dans le plat en 2024 ; celles retraçant l’histoire de la BD en Europe et dans le monde : Rodolphe Töpffer la naissance de la BD : les histoires en estampes de Rodolphe Töpffer en 1996,  Métal Hurlant (A Suivre) 1975 – 1997 la BD fait sa révolution en 2014, Nouvelle génération la bande dessinée arabe aujourd’hui en 2018, Futuropolis 1972 – 1994 : aux avant-gardes de la bande dessinée en 2019 et enfin celles mettant à l’honneur un ou plusieurs héros de BD : Astérix à Angoulême en 1997, Spirou, un héros dynamique en 2013, Le Monde magique des Moomins en 2015, Super-héros et Cie. L’art des comics Marvel et Lou ! Cher journal…en 2024.
La bibliothèque patrimoniale de la Cité quant à elle collecte, conserve et valorise les publications en bande dessinée de ses origines, au milieu du XIXe siècle jusqu’à nos jours, en français et langues étrangères. La collection comprend plus de 100000 albums et ouvrages sur la bande dessinée et près de 150000 fascicules de périodiques pour plus de 5 500 titres français et étrangers, vivants et morts. La bibliothèque patrimoniale est partenaire de la BnF au titre des Pôles Associés, elle contribue par sa politique de numérisation à l’enrichissement de Gallica. Ses collections sont consultables au sein du centre de documentation de la Cité et sont visibles dans les expositions au sein de la Cité et lors de prêts à d’autres institutions.  
La Cité de la BD comprend aussi la revue Neuvième Art, aujourd'hui coordonnée par deux rédacteurs en chef : Sylvain Lesage et Irène Le Roy Ladurie.

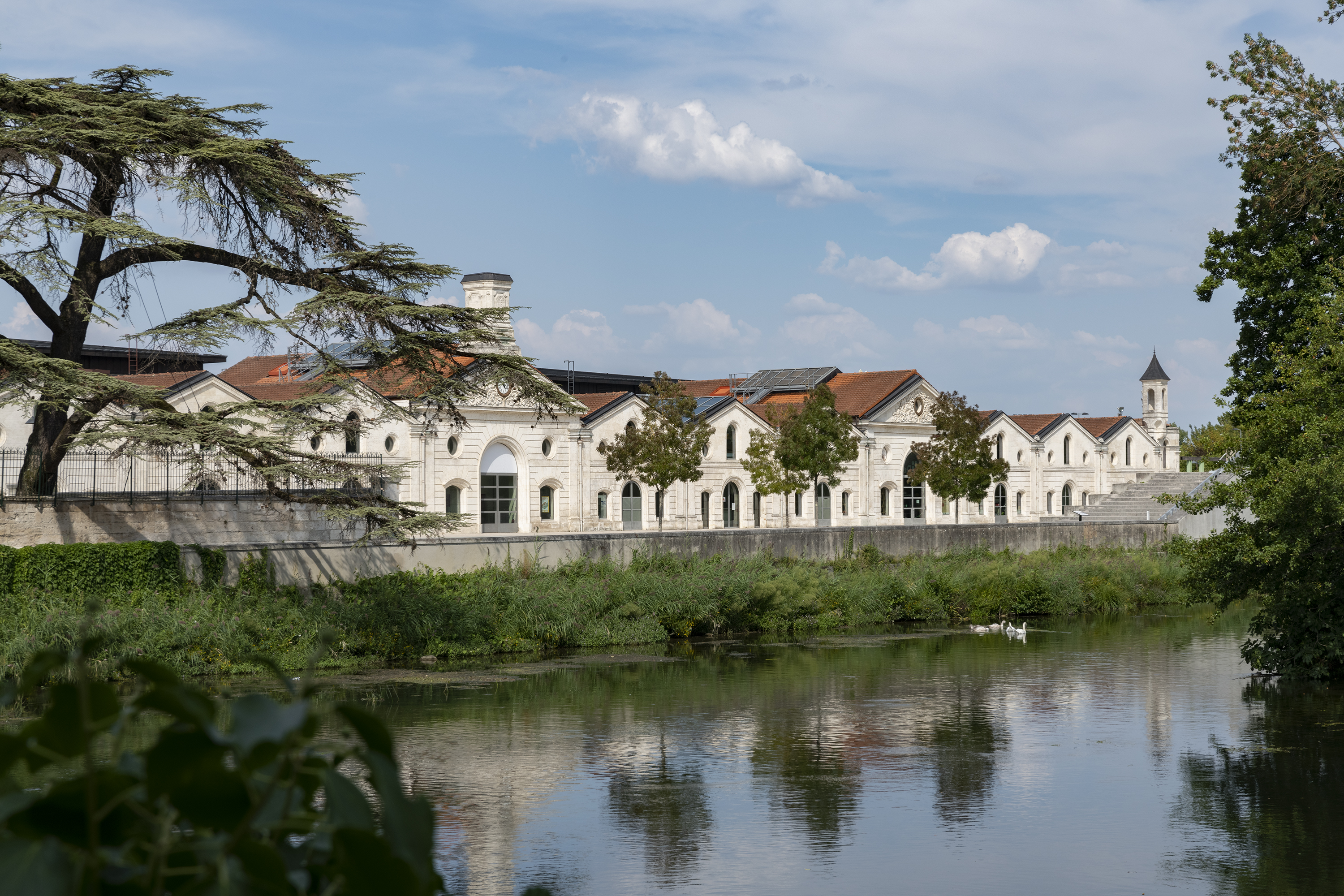
Le Musée de la bande dessinée
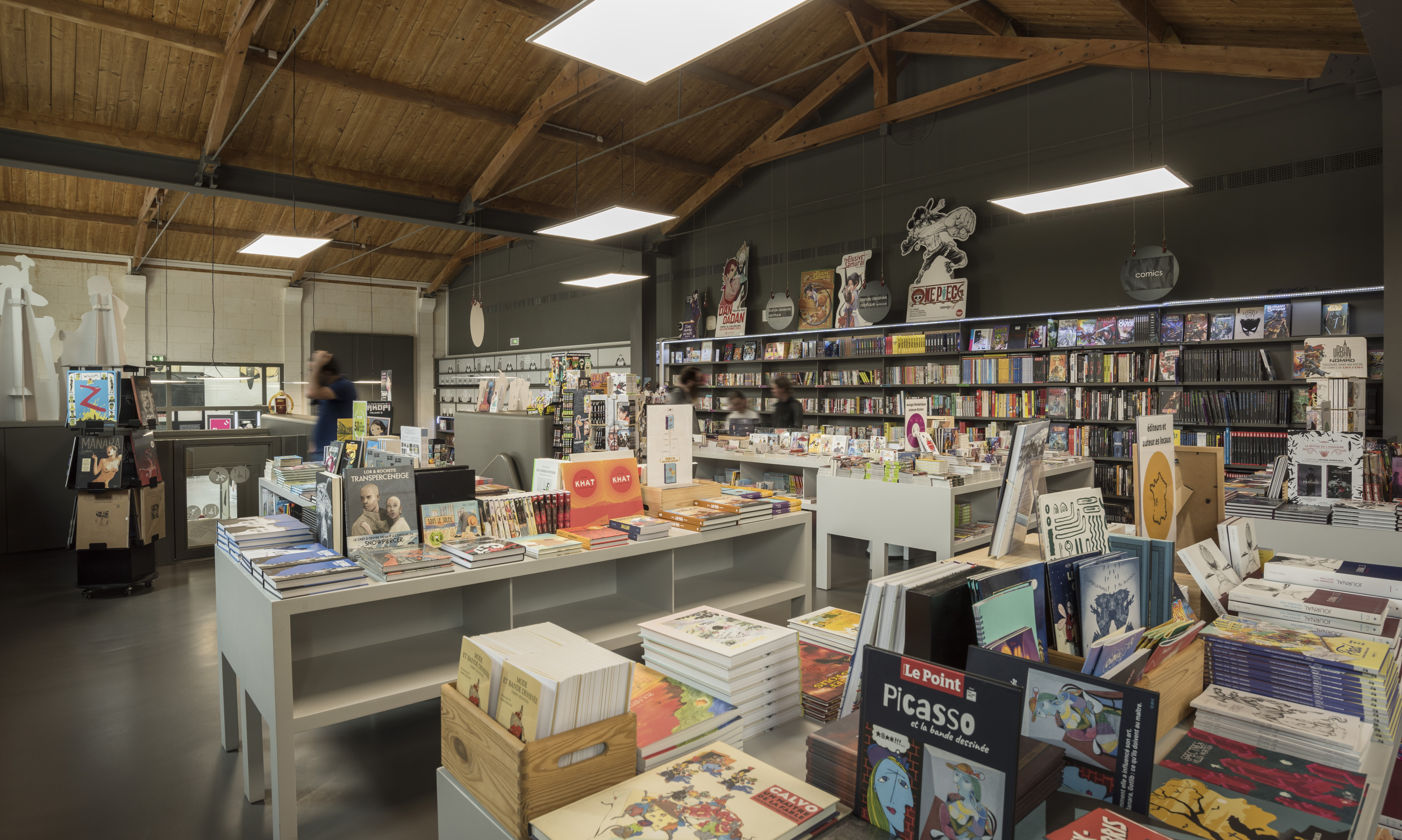
La Librairie de la bande dessinée
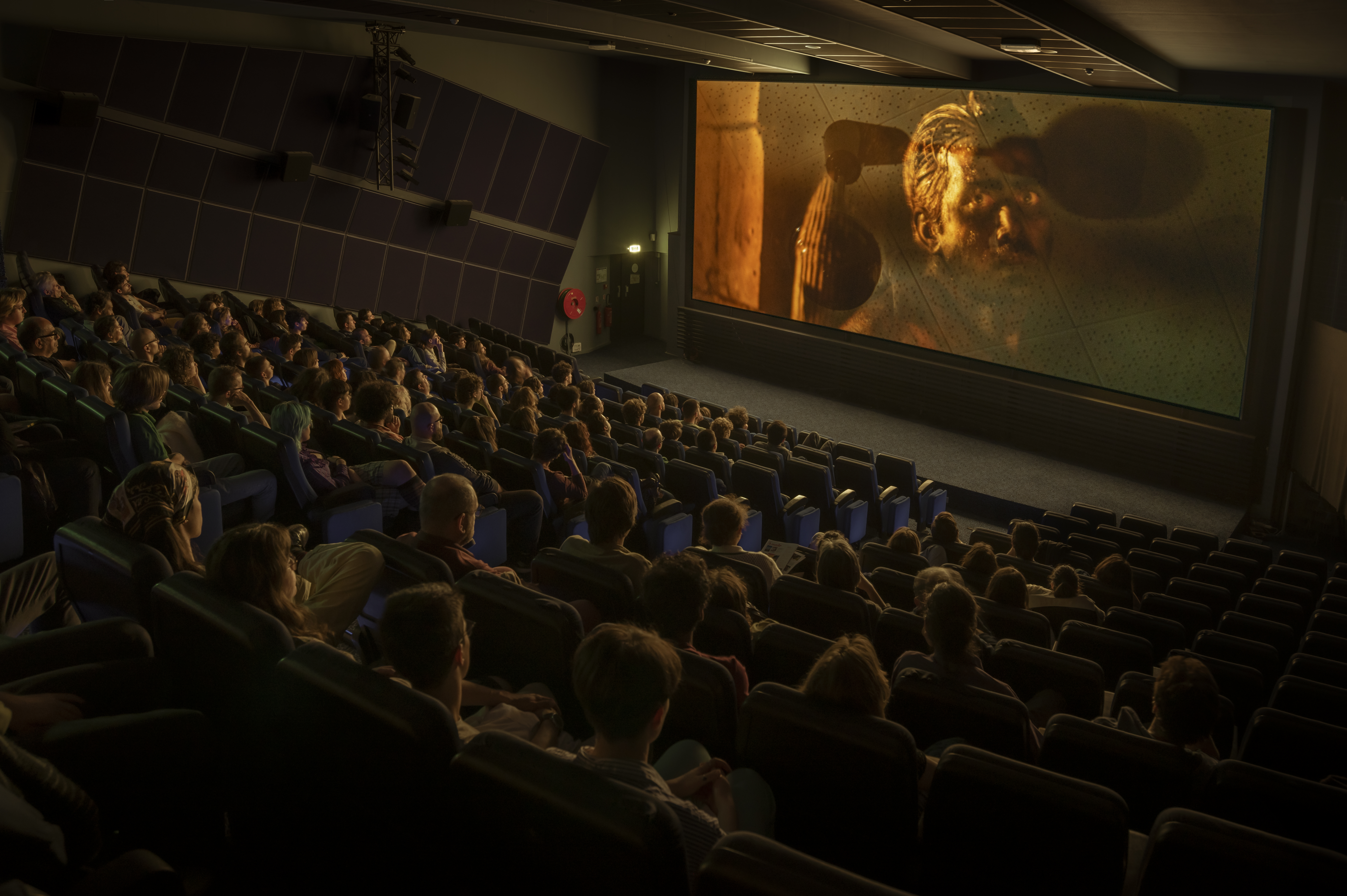
Le Cinéma de la Cité
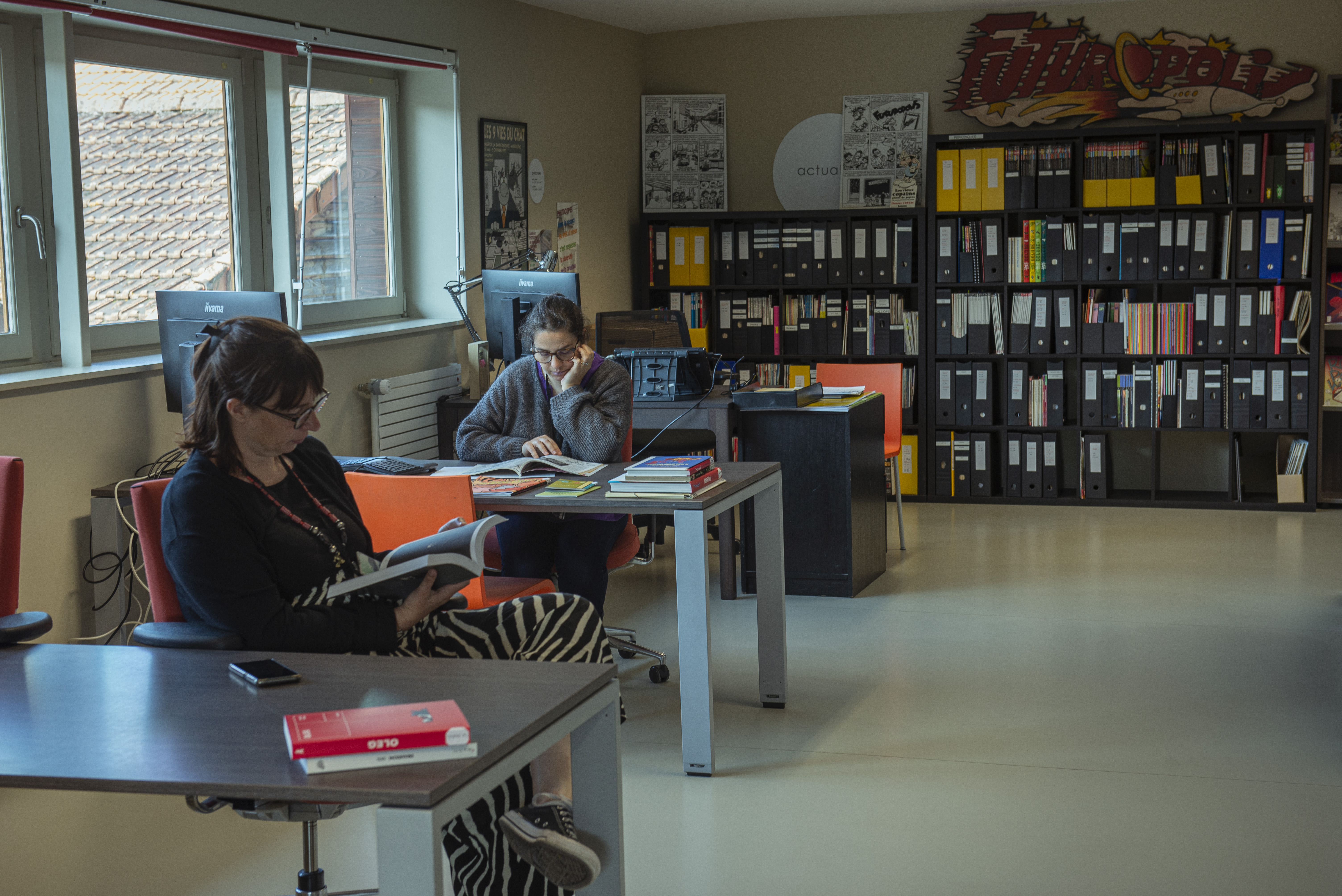
Le Centre de documentation
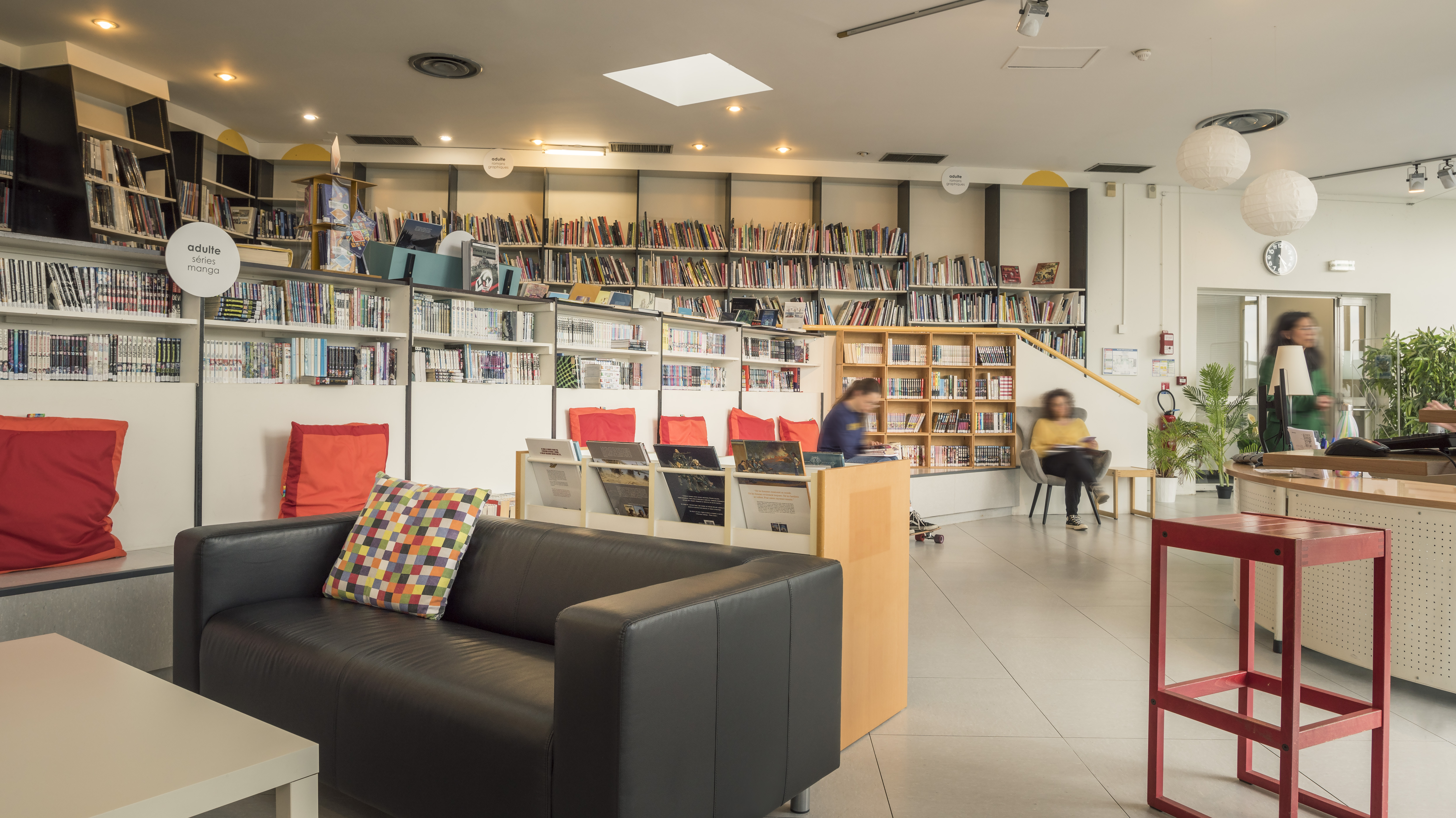
La Bibliothèque de la bande dessinée
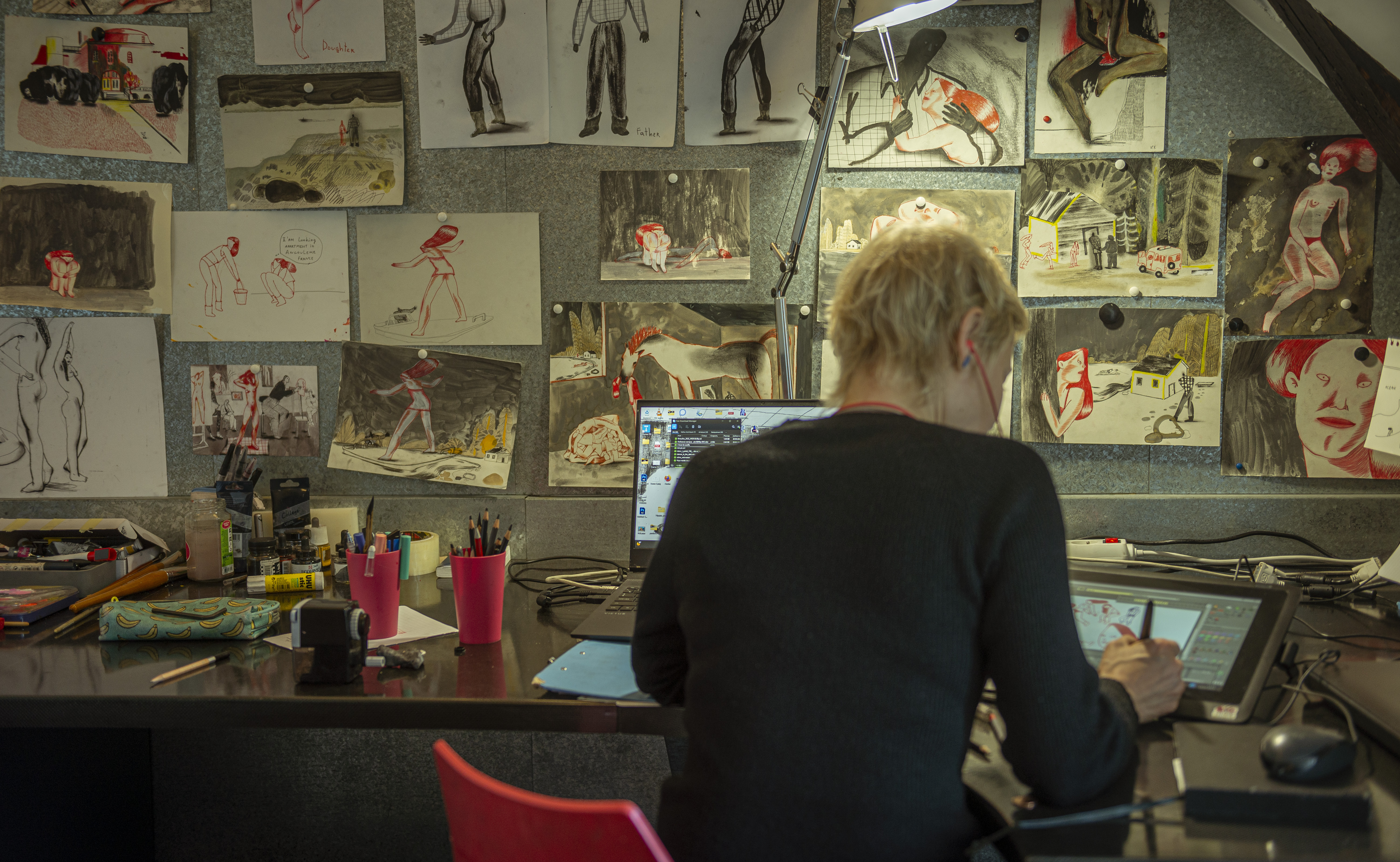
La Maison des auteurs

## Historique
En 1974, est lancé le Festival international de la bande dessinée, à Angoulême en Charente. Dans les années 1970 et 1980, des collections de planches originales sont rassemblées et conservées au musée des beaux-arts d'Angoulême.  En 1983, le musée ouvre la galerie Saint-Ogan, nommée ainsi en hommage à un des pères de la bande dessinée française, auteur de la série Zig et Puce. Cette galerie présente la collection de planches originales dans une muséographie moderne, réalisée par le groupe de plasticiens Art Edbus.
En 1984, Jack Lang, ministre de la Culture, annonce que, dans le cadre des grands travaux du président de la République François Mitterrand, un Centre national de la bande dessinée et de l'image (CNBDI) à Angoulême  destiné à abriter un musée, mais aussi une médiathèque et un centre d'imagerie numérique va être construit. En 1985, l’équipe formée par Roland Castro et Jean Remond remporte le concours d’architectes. Elle prévoit la réhabilitation d’un bâtiment industriel désaffecté (celui des Brasseries Champigneulles) choisi par la ville d’Angoulême, sur un site déjà tourné vers la culture et la communication, puisque s’y sont implantés l’École européenne supérieure de l’image et l’Atelier-Musée du papier.
Entre 1996 et 2009, le CNBDI publie, en association avec les Éditions de l'An 2, la revue Neuvième Art, consacrée à l'étude et à la critique de la bande dessinée. Une revue numérique dirigée par Pouria Amirshahi puis par Thierry Groensteen, neuvième art 2.0, remplace l'édition papier à partir de 2009.
En janvier 2008, l’association CNBDI et l’association Maison des auteurs donnent naissance à l’EPCC la Cité internationale de la bande dessinée et de l'image, impliqué dans une  collaboration avec « Magelis, le Pôle image d’Angoulême ». En juin 2009, le nouveau Musée de la bande dessinée ouvre ses portes dans un nouveau bâtiment, d’anciens chais rénovés par Jean-François Bodin sur l’autre berge de la Charente.
En avril 2024, la direction prend la décision de déposer le parcours permanent, pour ouvrir en 2027 son nouveau parcours. Une exposition temporaire, Trésors des collections présente jusque 2027, les trésors des collections de la Cité; le commissaire est Jean-Pierre Mercier. Un comité de dix personnalités du 9e art et de la muséographie, d'expertises et d'horizons différents a été réuni pour écrire les grandes lignes de ce parcours permanent du Musée de la bande dessinée "idéal": Benoît Peeters - écrivain et scénariste, Loo Hui Phang - autrice et scénariste, Paul Gravett - auteur, Laetitia Gayet - journaliste France Inter, Serge Ewenczyck - fondateur des Editions ça et là, Sonia Déchamps - ancienne directrice artistique du FIBD (Festival International de la Bande Dessinée d'Angoulême), directrice de collection (Virages graphiques - éd. Rivages) et fondatrice du studio créatif Sojoe, Julien Rousseau - conservateur en chef du patrimoine, responsable de l'unité patrimoniale Asie au musée du quai Branly - Jacques Chirac, Hélène Raux - Maitresse de conférences en langue et littérature françaises, INSPE de Paris / Sorbonne université, Chloé Cruchaudet - autrice, Lucas Hureau - directeur de MEL Publisher et de MEL Compagnie des Arts. Ce comité est animé par Pierre-Laurent Daures - commissaire d'exposition et auteur de bande dessinée.

Le musée dans les anciens chais.
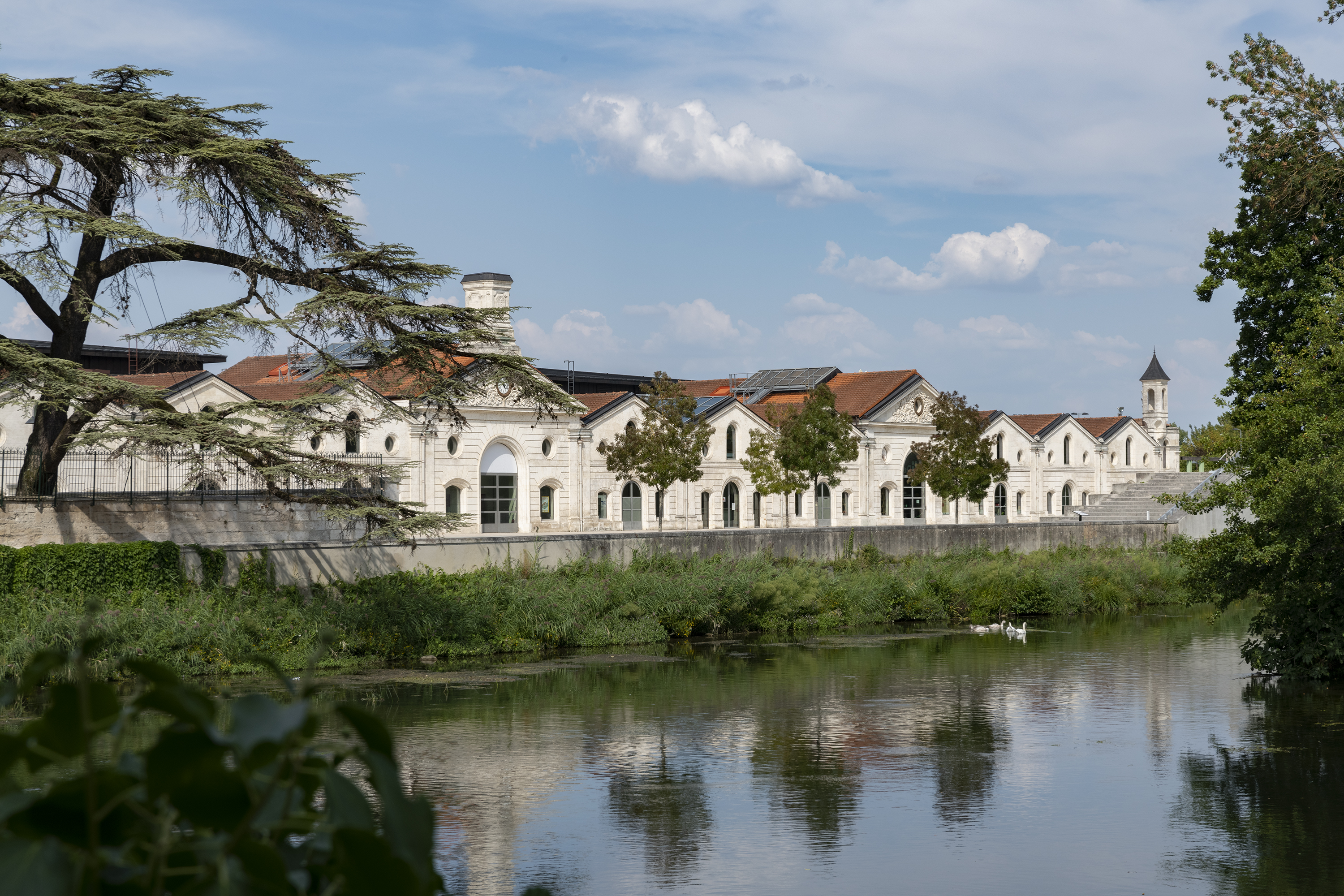
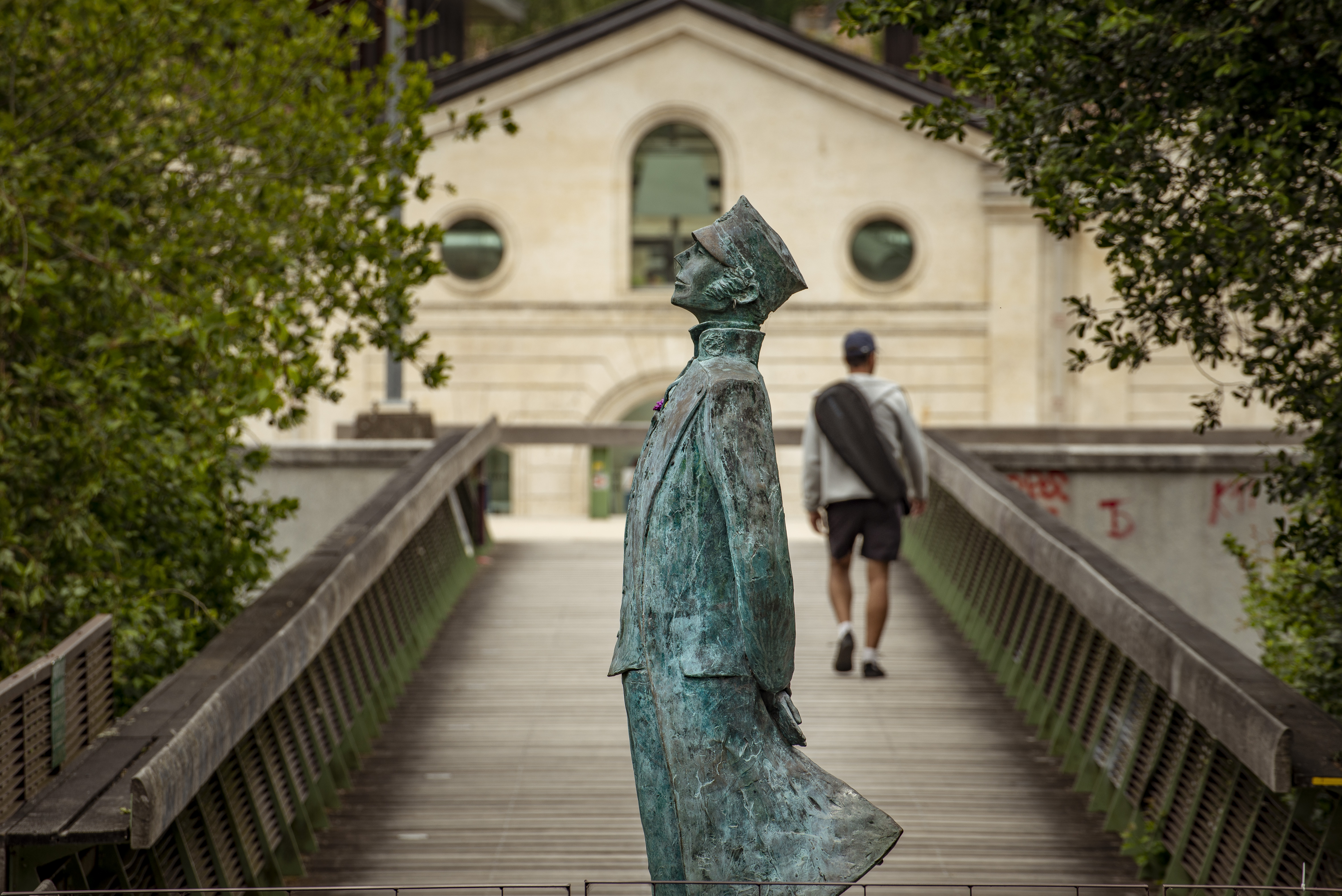
Exposition Super-héros & Cie. L'art des comics Marvel
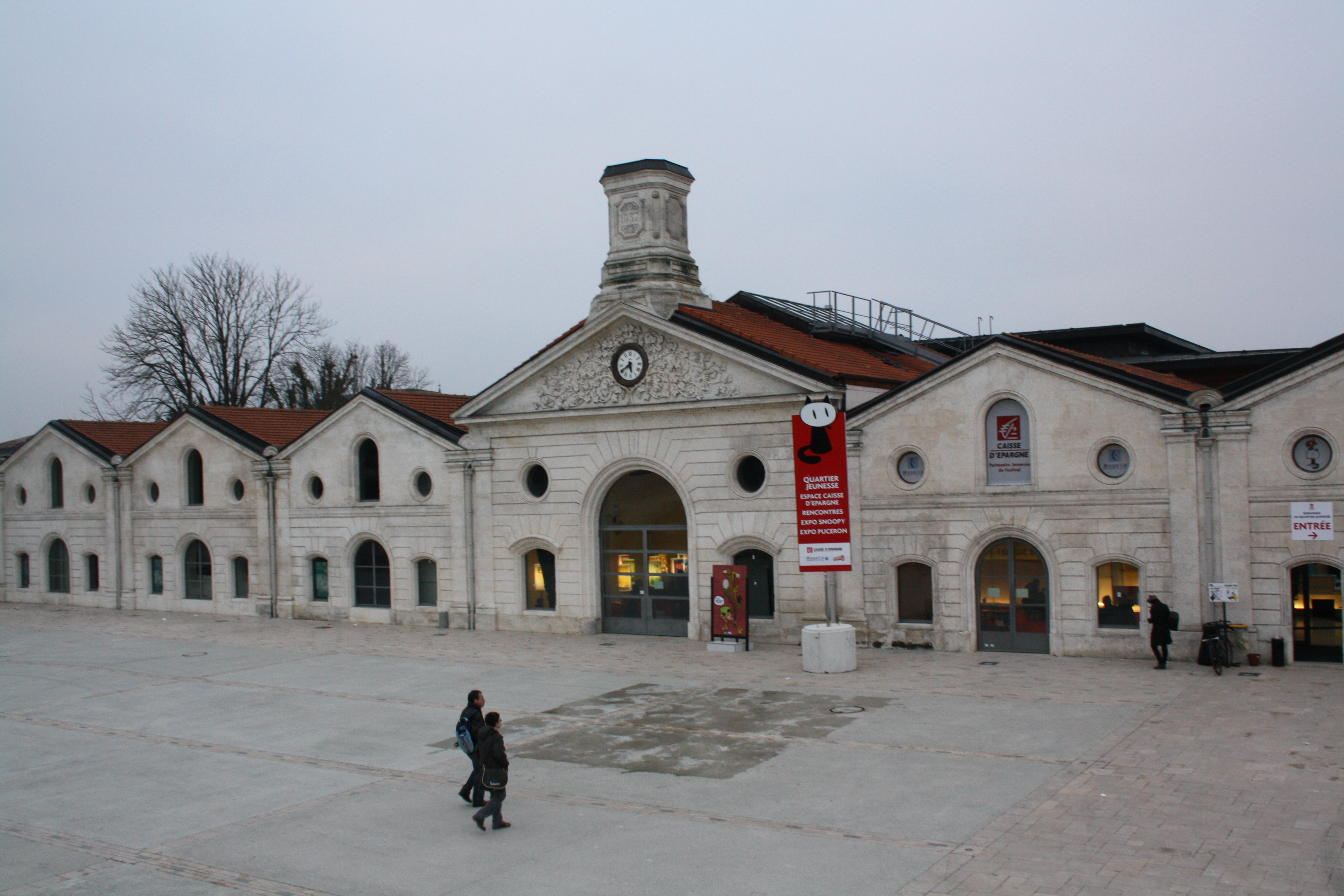
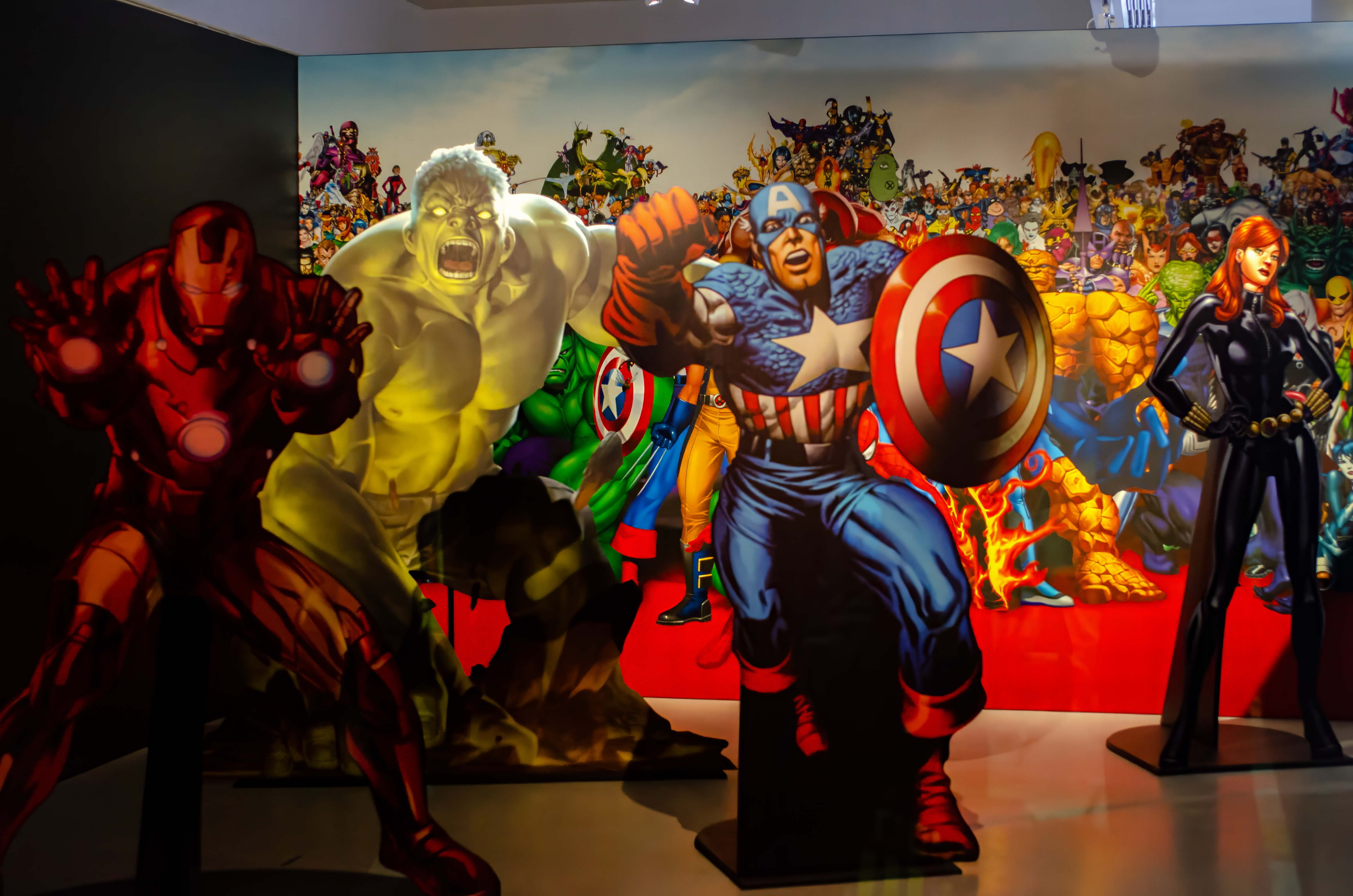
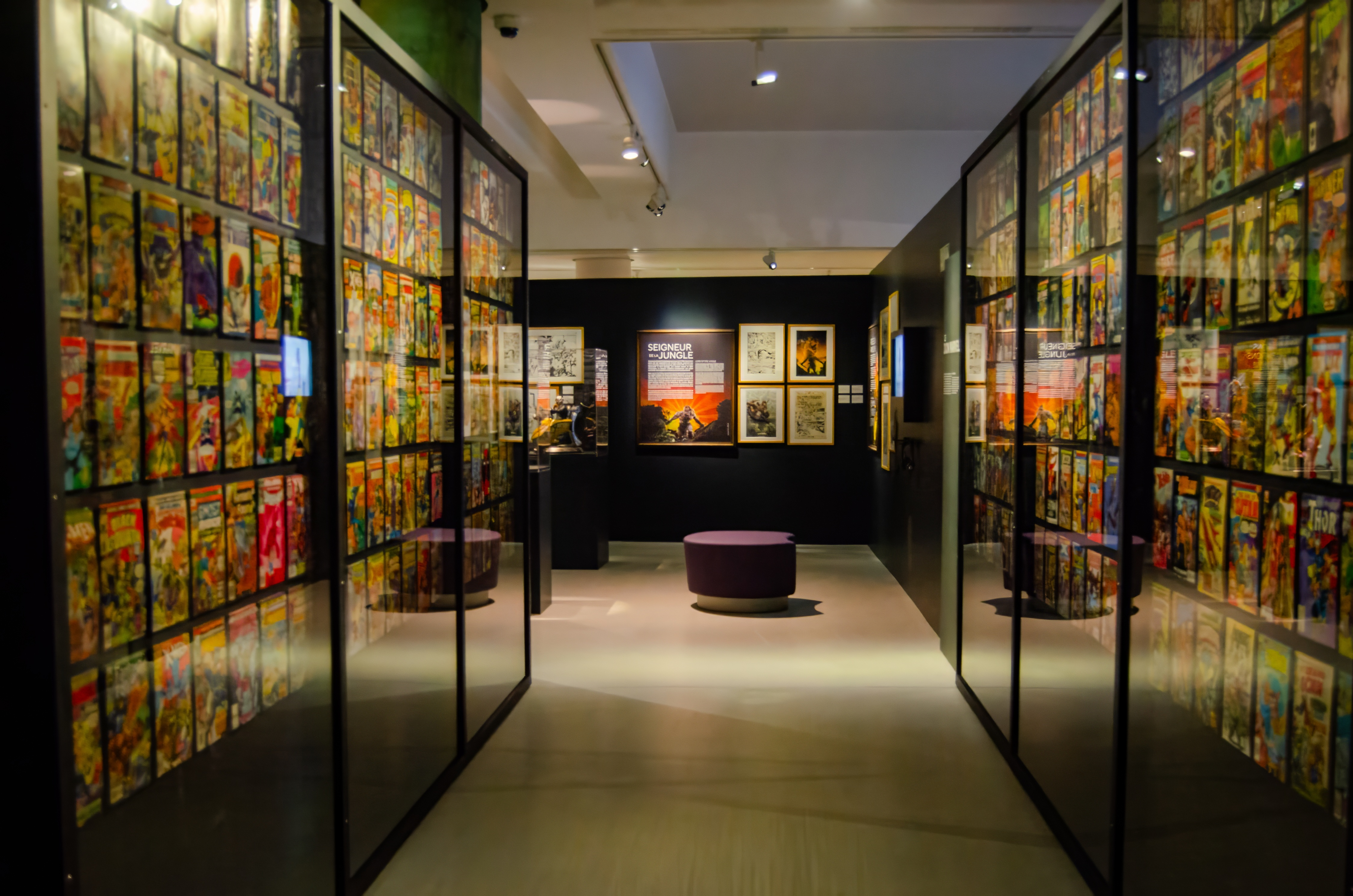
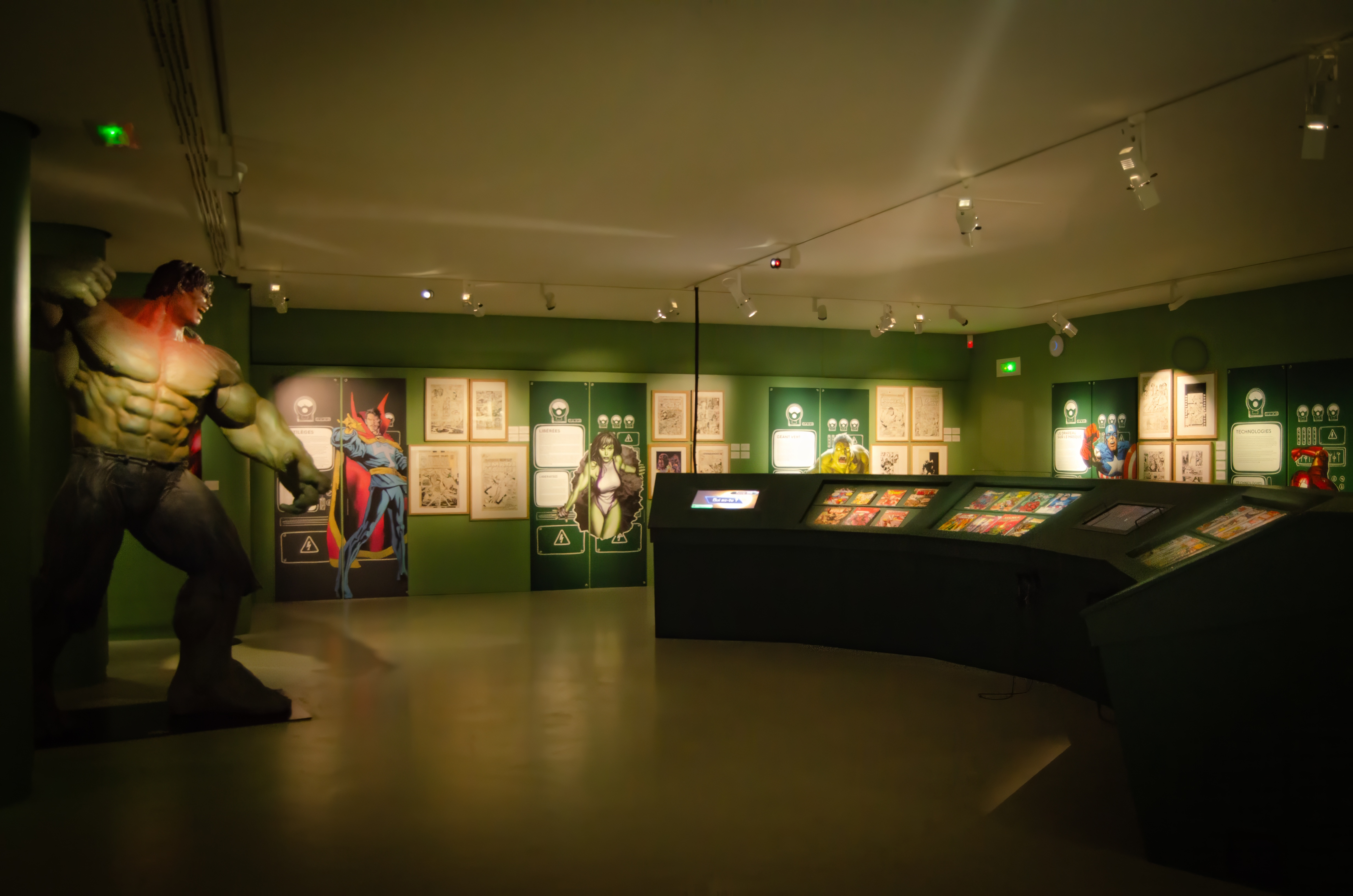

## Direction
Le premier directeur général de l'EPCC Cité internationale de la bande dessinée et de l'image est Gilles Ciment, qui a pris ses fonctions le 1er décembre 2007, l'établissement public entrant en activité le 1er janvier 2008. 
Pierre Lungheretti lui a succédé le 1er janvier 2016. Vincent Eches est l'actuel directeur général de l'établissement depuis juin 2022 (précédemment directeur de la scène nationale- centre d'art Ferme du Buisson).
| Identité                            | Période          | Période      | Durée |
| Identité                            | Début            | Fin          | Durée |
| ----------------------------------- | ---------------- | ------------ | ----- |
| Gilles Ciment (né en 1962)          | décembre 2007    | 2015         | 8 ans |
| Pierre Lungheretti (d) (né en 1967) | 1er janvier 2016 | janvier 2022 | 6 ans |
| Vincent Eches (d)                   | 1er juin 2022    |              |       |

## Fréquentation
La Cité a accueilli plus de 252 556 visiteurs en 2024 dont plus de 36100 élèves et jeunes du champ social et éducatif.
| Année | Entrées gratuites | Entrées payantes | Total  |
| ----- | ----------------- | ---------------- | ------ |
| 2001  | 19 306            | 16 533           | 35 839 |
| 2002  | 0                 | 30 264           | 30 264 |
| 2003  | 0                 | 47 641           | 47 641 |
| 2004  | 3 451             | 47 542           | 50 993 |
| 2005  | 2 518             | 49 735           | 52 253 |
| 2006  | 2 775             | 27 151           | 29 926 |
| 2007  | 18 485            | 9 417            | 27 902 |
| 2008  | 4 754             | 17 237           | 21 991 |
| 2009  | 36 077            | 11 885           | 47 962 |
| 2010  | 38 803            | 12 341           | 51 144 |
| 2011  | 45 176            | 14 130           | 59 306 |
| 2012  | 44 239            | 13 344           | 57 583 |
| 2013  | 43 696            | 15 334           | 59 030 |
| 2014  | 39 970            | 14 134           | 54 104 |
| 2015  | 39 565            | 15 096           | 54 661 |
| 2016  | 41 423            | 15 011           | 56 434 |
| 2017  | 51 783            | 18 666           | 70 449 |
| 2018  | 51 830            | 18 666           | 70 496 |
| 2019  | 32 795            | 17 631           | 50 426 |
| 2020  | 50887             | 14 532           | 65409  |
| 2021  | 12 100            | 19 107           | 31 207 |
| 2022  | 56884             | 25 484           | 82368  |
| 2023  | 70933             | 30 237           | 101170 |
| 2024  |                   |                  | 101837 |